# Chūson-ji
Chūson-ji (中尊寺) es un templo budista en Hiraizumi, Prefectura de Iwate, Japón. Es el templo principal de la rama budista Tendai en Tohoku (noreste de Japón). La secta Tendai afirma que el templo fue fundado en 850 por Ennin, el tercer abad jefe de los tendai, pero la mayoría de los estudiosos creen que Chūson-ji fue fundado por Fujiwara no Kiyohira (del clan Fujiwara) en el año 1100. No hay ningún registro arqueológico o histórico de la actividad budista en esta área antes de 1100.
El Konjiki-dō (金色堂) u "Oro" es un mausoleo que contiene los restos momificados de los líderes del clan Fujiwara del Norte que gobernó gran parte del norte de Japón en el siglo XII. Es uno de los dos edificios que han sobrevivido desde el original complejo Chūson-ji, el otro es un repositorio de sutra.
El Konjiki-dō es uno de los edificios más bellos, elaborados y decorados en el mundo. Está hecho de madera totalmente cubierto con pan de oro con incrustaciones de madreperla. Fue reconstruido cuidadosamente desde 1962 hasta 1968 por un equipo de especialistas. Es un edificio de planta cuadrada de cinco metros y medio a cada lado y ocho metros de altura. El interior del edificio contiene tres altares, uno para cada uno de los tres primeros señores Fujiwara. Originalmente había 33 esculturas en el interior del templo, once en cada altar, pero ahora falta una. Cada altar tenía un Amida sentada rodeada de pie por Kannon y Seishi, seis Jizō y dos estatuas de Niten. Actualmente falta una figura Niten.
Las momias fueron examinadas por última vez en 1950. Se supone que la momia de Fujiwara no Kiyohira fue colocada bajo el altar central. Los restos de Fujiwara no Motohira fueron identificados porque se le conoce que murió de una hemorragia cerebral. Su momia fue hallada bajo el altar del noroeste. Los restos de Fujiwara no Hidehira fueron hallados bajo el altar al suroeste, junto a un ataúd que contenía la cabeza de su hijo Fujiwara no Yasuhira que fue decapitado en 1189.
El Konjiki-dō anteriormente se asentó al aire libre. Más tarde, un edificio de madera fue construido a su alrededor para protegerlo de los elementos de la naturaleza. Ahora se encuentra en un edificio de concreto detrás de un vidrio de acrílico de gran espesor y sólo es visible desde el frente.
En junio de 2011, Chūson-ji fue incluido por la Unesco como Patrimonio de la Humanidad como parte de los "monumentos y sitios históricos de Hiraizumi".

## Galería de fotos

Templo budista Tendai de Chūson-ji
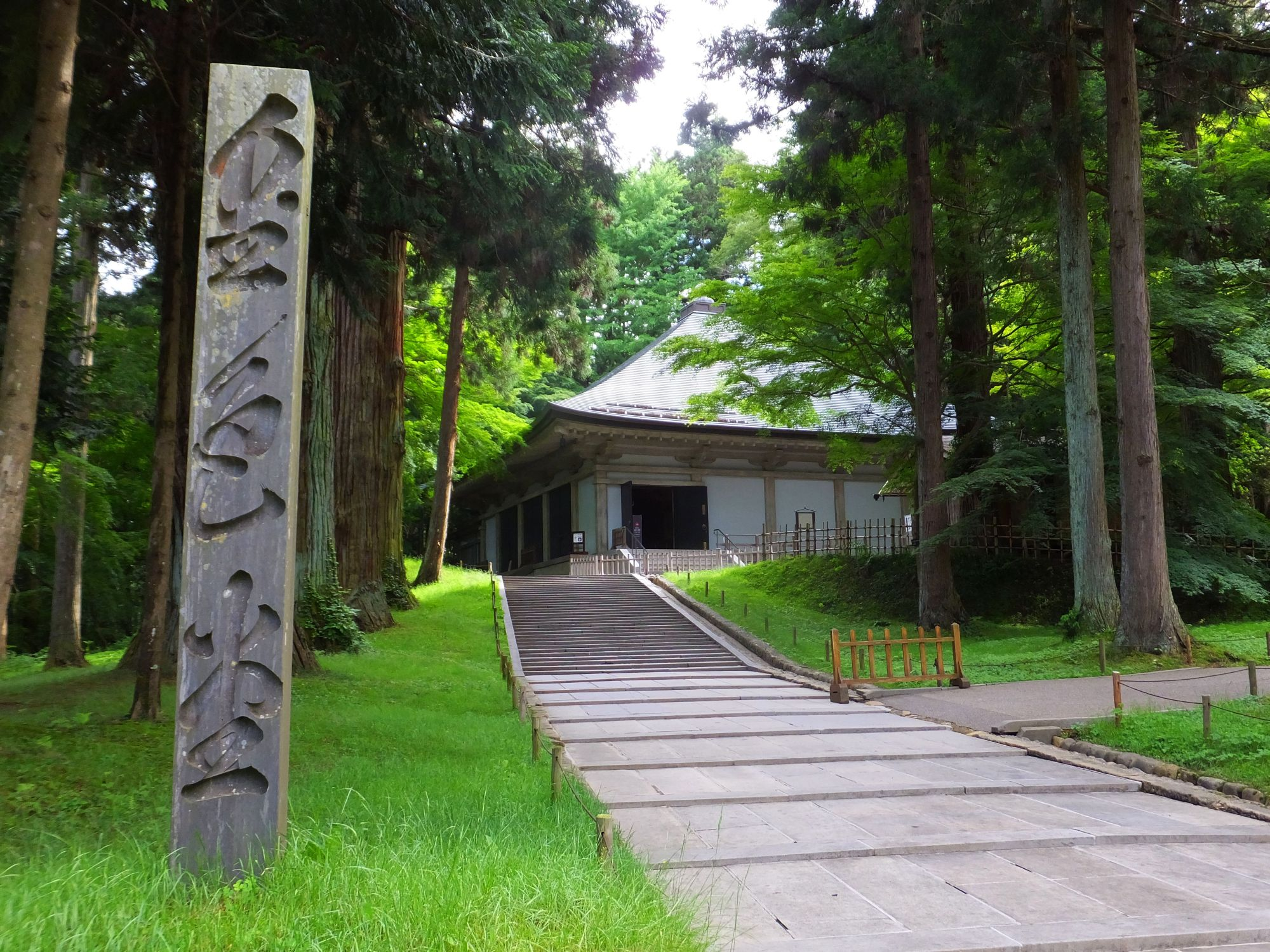
Entrada dorada en Chūson-ji.
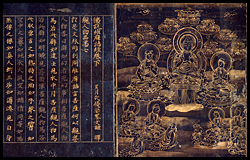
Antiguas escrituras budista en Chūson-ji.
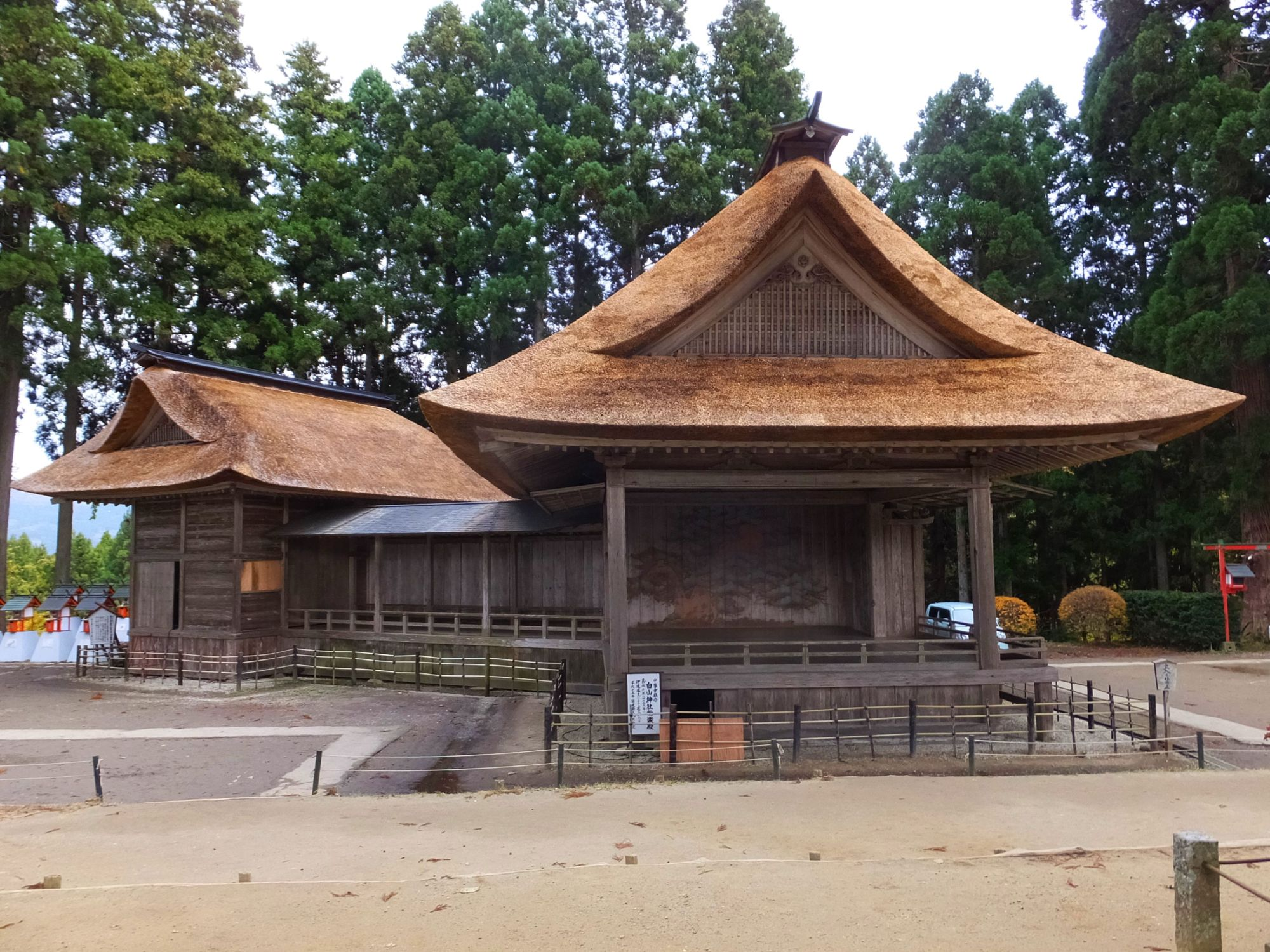
Templo de Chūson-ji.
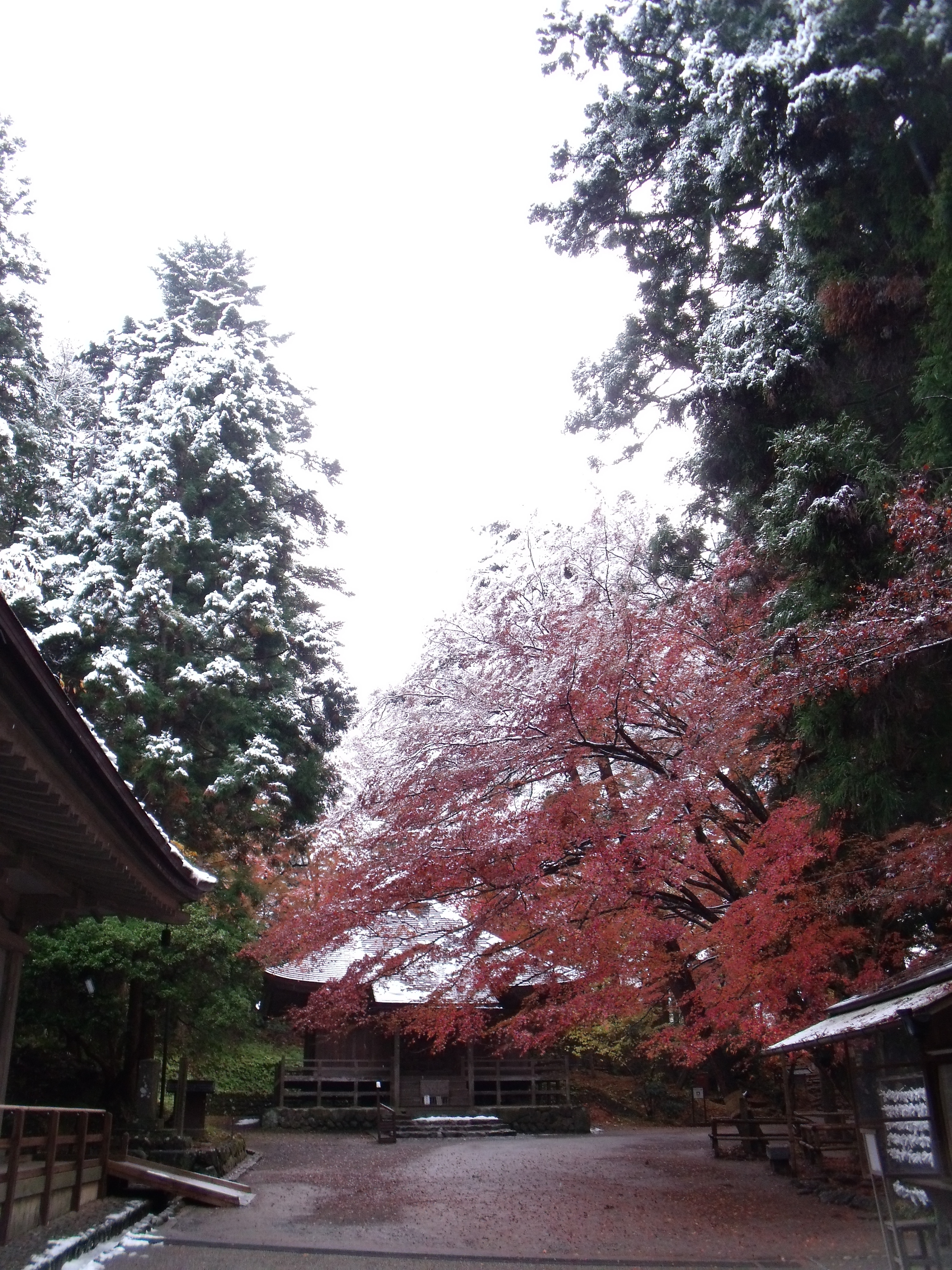
Chūson-ji en invierno.
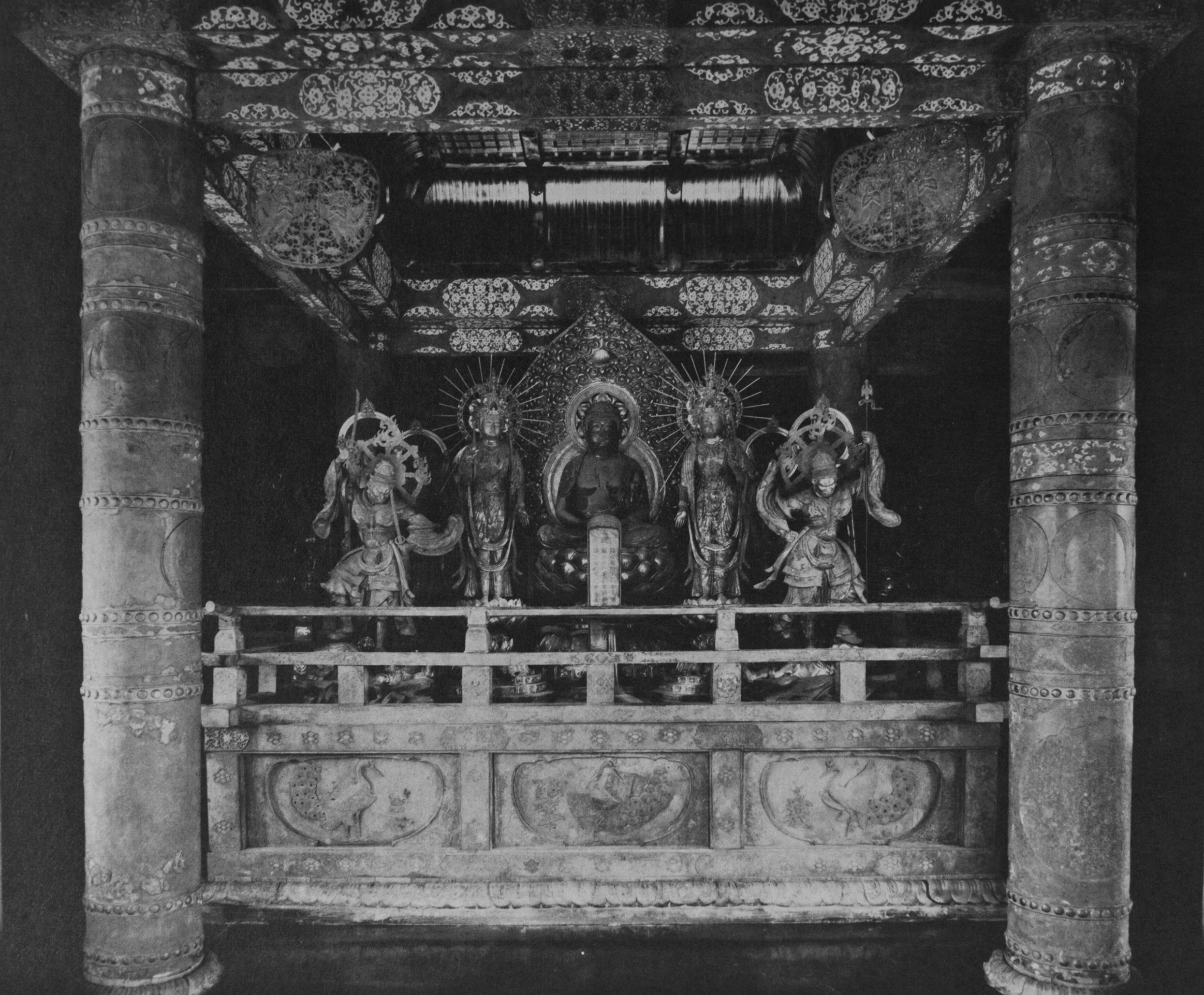
Interior de Konjiki-dō, en el que se pueden apreciar las estatuas.